# Bernhard von Pfeil und Klein-Ellguth
Friedrich Bernhard Graf von Pfeil und Klein-Ellguth (* 30. Oktober 1829 in Johnsdorf; † 31. August 1910 in Berlin) war ein preußischer Generalmajor.

## Leben

### Herkunft
Bernhard war ein Sohn des Herrn auf Johnsdorf Gustav von Pfeil und Klein-Ellguth (1795–1873) und dessen Ehefrau Luise, geborene Freiin von Kleist (1798–1845). Sein älterer Bruder Ewald (1824–1889) war Politiker und Mitglied des Preußischen Abgeordnetenhauses.

### Militärkarriere
Pfeil besuchte zunächst das Kadettenhaus in Wahlstatt und war während seiner Zeit am Berliner Kadettenhaus Leibpage des Prinzen Karl von Preußen. Am 1. April 1848 wurde er als Sekondeleutnant dem 4. Husaren-Regiment der Preußischen Armee überwiesen, stieg Anfang April 1856 zum Regimentsadjutanten auf und war ab Mitte März 1857 als Adjutant der Remonteinspektion kommandiert. Zudem war Pfeil 1857/58 Hilfsoffizier bei der Remonteankaufkommission und avancierte Anfang Juli 1858 zum Premierleutnant. Auch 1859/60 war er als Hilfsoffizier bei der Remonteankaufkommission tätig, nahm aber in den Wintermonaten an den Vorlesungen der Tierarzneischule teil. Unter Belassung in seinem Kommando wurde er am 18. Februar 1860 mit Patent vom 20. September 1859 als Rittmeister in das 2. Leib-Husaren-Regiment versetzt. Nachdem man ihn Ende November 1860 von seinem Kommando entbunden hatte, versah Pfeil kurzzeitig Dienst im Regiment und wurde von Ende Dezember 1860 bis Ende Juni 1864 als Eskadronführer zum 2. Landwehr-Husaren-Regiment kommandiert. Anschließend war er Eskadronchef, wurde am 8. April 1865 für den erkrankten Präses zum Vorsitzenden der Remonteankaufkommission für die mittleren Provinzen sowie am 4. Oktober 1865 als Adjutant der Remonteinspektion kommandiert. Mitte März 1866 beauftragte man ihn mit der Wahrnehmung der Geschäfte als Vorsitzender der Remonteankaufkommission und stellte ihn am 10. April 1866 à la suite des 2. Leib-Husaren-Regiments. Am 31. Januar 1868 kam Pfeil als Vorsitzender zur 3. Remonteankaufkommission. In dieser Eigenschaft erhielt er Ende März 1868 den Charakter als Major und Mitte Juni 1869 das Patent zu seinem Dienstgrad.
Bei der Mobilmachung anlässlich des Krieges gegen Frankreich wurde Pfeil am 18. Juli 1870 etatmäßiger Stabsoffizier im 3. Reserve-Husaren-Regiment. Vom 23. Oktober 1870 bis zum 11. Februar 1871 war er Führer des Regiments und nahm an den Belagerungen von Metz, Diedenhofen, Mézières und Péronne sowie der Schlacht bei Saint-Quentin teil. Ausgezeichnet mit dem Eisernen Kreuz II. Klasse kehrte er nach dem Vorfrieden von Versailles am 25. März 1871 in seine Friedensstellung als Vorsitzender der 3. Remontekommission zurück. Er erhielt am 28. Mai 1874 den Rang und die Gebührnisse eines Regimentskommandeurs und avancierte bis Ende März 1877 zum Oberst. Anlässlich des Ordensfestes wurde Pfeil im Januar 1882 mit dem Kronen-Orden II. Klasse ausgezeichnet. Am 3. August 1883 erhielt er den Charakter als Generalmajor und wurde am 16. August 1883 in Genehmigung seines Abschiedsgesuches mit Pension zur Disposition gestellt.
Nach seiner Verabschiedung zog Pfeil nach Berlin, erhielt anlässlich des Ordensfestes im Januar 1895 den Roten Adlerorden II. Klasse mit Eichenlaub. Nach seinem Tod setzte man ihn am 2. September 1910 auf dem Invalidenfriedhof bei.

### Familie
Pfeil heiratete am 18. Februar 1855 in Oels Adelheid Freiin Hiller von Gaertringen (1835–1909), eine Enkelin des Führers des Vortrupps von 1813 in Korps York, des Generals August Hiller von Gaertringen. Das Paar hatte mehrere Kinder:
- Wilhelm (1855–1938), preußischer Generalmajor ⚭ 1892 Hedwig von Johnston (* 1873)
- Elisabeth (* 1858)
- Ada (1867–1943) ⚭ 1893 Kuno von Westarp (1864–1945), Politiker